# Kallisthenes von Olynth
 Kallisthenes von Olynth (altgriechisch Καλλισθένης Kallisthénēs; * um 370 v. Chr.; † um 327 v. Chr.) war ein griechischer Geschichtsschreiber und Philosoph aus der Stadt Olynth. Sein Werk über Alexander den Großen hatte maßgeblichen Einfluss auf das Alexanderbild der nachfolgenden Historiker.

## Leben
Kallisthenes war ein Sohn der Hero, einer Base oder Nichte des Philosophen Aristoteles, bei dem er aufwuchs. Er soll von Aristoteles zeitweise zusammen mit Alexander dem Großen unterrichtet worden sein. Wahrscheinlich weilte er von 347–345 v. Chr. mit Aristoteles in Assos, wohin Letzterer vom Tyrannen Hermias von Atarneus berufen worden war. Er verfasste auf Hermias nach dessen um 341 v. Chr. erfolgten Tod eine Lobschrift. Zusammen mit Aristoteles erstellte er außerdem ein Verzeichnis der Pythionikai und Agonotheten der Pythischen Spiele, als dessen Verfasser Aristoteles und Kallisthenes in einem Ehrendekret in Delphi belobigt werden. Bei Aristoteles’ Berufung an den Hof des Makedonenkönigs Philipp II. (343/342 v. Chr.) dürfte Kallisthenes ihn in die dortige Hauptstadt Pella begleitet haben. Dort verfasste er auch seine historischen Schriften, vor allem die Hellenika. Als sich Alexander der Große 334 v. Chr. auf seinen Asienfeldzug begab, lud er Kallisthenes, der sich schon als Geschichtsschreiber bewährt hatte, auf Empfehlung des Aristoteles zur Teilnahme an diesem Zug ein, um als sein Hofhistoriker zu fungieren. Durch sein während des Zugs verfasstes Geschichtswerk sollte er Alexanders Taten dem hellenischen Leserkreis näherbringen. Dass Kallisthenes Alexanders Einladung annahm – mehrere Philosophen und der Historiker Ephoros hatten abgesagt –, soll hauptsächlich durch seinen Wunsch motiviert gewesen sein, den Wiederaufbau seiner von Philipp II. zerstörten Heimatstadt Olynth zu erreichen.
Wahrscheinlich aufgrund der persönlichen Bewunderung Alexanders für Homer und aufgrund politisch-propagandistischer Überlegungen wurde die Verbreitung und Idealisierung der Taten Alexanders (so auch der Titel des Werkes von Kallisthenes) durch Kallisthenes in homerisierendem Stil in der griechischen Welt verbreitet. In Alexanders Gefolge befanden sich auch andere Philosophen und Historiker wie Anaxarchos und Anaximenes von Lampsakos. Zu Ersterem soll Kallisthenes gespannte Beziehungen gehabt haben. Sowohl Kallisthenes als auch Anaxarchos lasen mit dem König die Werke Homers; beide fungierten in ihrer Eigenschaft als Philosophen als geistliche Berater Alexanders, als dieser nach seiner Tötung des makedonischen Offiziers Kleitos (328 v. Chr.) in tiefe Depression verfiel. Auch im soldatisch geprägten Hauptquartier des Königs suchte Kallisthenes seine persönliche Würde als griechischer Philosoph herauszustreichen, galt jedoch deswegen bei vielen Kriegern als überheblich. Er zierte sich, Einladungen zu Trinkgelagen zu folgen; und falls er sich doch an ihnen beteiligte, blieb er schweigsam und ernst, um seine Missbilligung des dabei herrschenden wilden Treibens zum Ausdruck zu bringen. Ferner scheint er seine Bedeutung überschätzt zu haben. Wenn er bei einem Thema eine andere Ansicht als Alexander vertrat, vermochte er diese nicht in der gebotenen ehrerbietigen Weise vorzutragen. Unter anderem soll er geäußert haben, dass von seinem Geschichtswerk der Nachruhm Alexanders und seiner Taten abhängen werde.
Kallisthenes fiel im Sommer 327 v. Chr. bei Alexander in Ungnade, da er sich der vom König nach persischem Vorbild geplanten Einführung der Proskynese in das Hofzeremoniell widersetzte. Diese von den Persern in Alexanders Gefolge bereits ausgeübte Verbeugungsgeste sollten nun auch Griechen und Makedonen als Zeichen ihrer Ehrerbietung gegenüber dem König befolgen. Dies sollte bei einem von Hephaistion vorbereiteten Gastmahl erstmals erprobt werden. Dazu hatte Hephaistion vorher mit einigen Makedonen vereinbart, die Proskynese beim Gastmahl den anderen vorzumachen, so dass die übrigen Anwesenden in Zugzwang kämen, es ihnen nachzutun. Doch diese Geste galt den Makedonen und Griechen seit jeher als Zeichen der Unfreiheit und Unterwürfigkeit. Kallisthenes versuchte zunächst, unauffällig der Ausübung der Proskynese zu entgehen; als er aber damit nicht durchkam, verweigerte er sie ausdrücklich. Er führte in seiner Kritik hauptsächlich religiöse Argumente ins Treffen: Ein Grieche mache einen Kniefall nur vor einem Gott. Alexander musste, was diesen Punkt betraf, bis zu einem gewissen Grad einlenken (nur Perser mussten zukünftig die Proskynese ihm gegenüber leisten). Ausschlaggebend war dafür weniger Kallisthenes’ Auftritt als die Haltung des makedonischen Adels, der ebenfalls mehrheitlich aus ähnlichen Gründen der Einführung der Proskynese ablehnend gegenüberstand. Da aber gerade Kallisthenes bis dahin immer ein mythisch umranktes Alexanderbild – dessen göttliche Abstammung als Sohn des Zeus – propagiert hatte, betrachtete der König die Haltung seines Hofhistoriographen offenbar als persönlichen Verrat.
Als Ausbildner der basilikoi paides (königlichen Pagen) wurde Kallisthenes aufgrund des Verdachts der Beteiligung an der noch 327 v. Chr. erfolgten sogenannten Pagenverschwörung verhaftet. Dieses Komplott zielte auf die Ermordung Alexanders ab. Strabon zufolge war der Geschichtsschreiber in der baktrischen Stadt Kariatai festgenommen worden. Angeblich hatte Kallisthenes den Anführer der Verschwörung, den jungen Pagen Hermolaos, zum Entschluss des „Tyrannenmordes“ gedrängt. Laut dem antiken Biographen Plutarch beschuldigte aber keiner der Verschwörer, selbst unter der Folter, Kallisthenes der Komplizenschaft. Dies habe der König in von ihm bald nach der Aufdeckung des Komplotts an Krateros und andere Vertraute gerichteten Briefen selbst bestätigt. Zwar berichteten die Alexanderhistoriker Ptolemaios und Aristobulos von Kassandreia, die beide am Asienfeldzug des Königs teilnahmen, das genaue Gegenteil, doch dürfte ihre Behauptung zur Entschuldigung Alexanders erfunden sein. Des Weiteren gibt Ptolemaios an, dass Kallisthenes während der Haft ebenfalls gefoltert und auf Befehl des Königs durch Erhängen hingerichtet wurde. Seine Version dürfte der Parallelüberlieferung bei Aristobulos und Chares von Mytilene, die vom Tod des Kallisthenes durch Krankheit nach sieben Monaten Gefangenschaft berichten, vorzuziehen sein. Die letztere Variante ist wohl als ein erfundener Entlastungsversuch Alexanders anzusehen. In den griechischen Philosophenschulen der Aristoteliker und Stoiker wurde Kallisthenes aufgrund seiner Todesumstände als Märtyrer der Freiheit betrachtet und in ihrer Überlieferung Alexander zum Prototyp des Tyrannen gestempelt.

## Werke
Kallisthenes galt schon vor dem Alexanderzug als ein angesehener Geschichtsschreiber, weshalb er wahrscheinlich auch von Alexander als Hofhistoriker ausgewählt worden war. Kallisthenes hatte zuvor mehrere Werke verfasst, darunter Hellenika („griechische Geschichte“) in zehn Büchern, sowie ein Werk über den „heiligen Krieg“ gegen die Phoker; von diesen Werken sind aber nur sehr wenige Fragmente erhalten. Offenbar benutzte etwa Ephoros die Hellenika des Kallisthenes.

### Hellenika
Die Hellenika („griechische Geschichte“) des Kallisthenes in zehn Büchern behandelten die Zeit vom Königsfrieden 387/86 v. Chr. bis zum Beginn des  Dritten Heiligen Kriegs (357/56 v. Chr.). Der Hauptinhalt umfasste den Niedergang der Vorherrschaft Spartas im Hellas, die darauffolgende kurzzeitige Hegemonie Thebens und den Anfang des Aufstiegs des makedonischen Königs Philipp II., des Vaters Alexanders des Großen. Nur aus den Büchern zwei bis vier existieren Zitate mit Buchzahlen, sodass die Stoffverteilung der folgenden Bücher unbekannt ist. Im ersten Buch stand wohl als Einleitung eine ausführliche Rückschau auf die frühere griechische Geschichte und eine kurze Schilderung der Verhältnisse im Hellas in den ersten Jahren nach dem Königsfrieden. Das Einsetzen des Konflikts zwischen Sparta und Theben durch die Besetzung der thebanischen Zitadelle Kadmeia durch spartanische Truppen (382 v. Chr.) wurde im zweiten Buch der Hellenika erzählt; es reichte mindestens bis 378 v. Chr. Im dritten Buch befand sich u. a. eine Darstellung des Siegs des thebanischen Feldherrn Pelopidas in der Schlacht von Tegyra (375 v. Chr.) über ein spartanisches Heer. Sodann erzählte Kallisthenes im vierten Buch seiner Hellenika den 373 v. Chr. durchgeführten Feldzug des persischen Heerführers Pharnabazos II. gegen das revoltierende Ägypten. Die nur wenige Fakten bietenden übrigen Fragmente aus den späteren Teilen der Hellenika handeln u. a. vom Untergang der Städte Bura und Helike durch die von einem Erdbeben verursachten Flutwellen (373 v. Chr.), von der Schlacht bei Leuktra (371 v. Chr.) und von der Neugründung Messenes (369 v. Chr.).
Offenbar besaßen Kallisthenes’ Hellenika zahlreiche, zum Teil auch ausführlichere Exkurse. Der Einfluss seines Lehrers Aristoteles zeigt sich in den naturwissenschaftliche Theorien erläuternden Exkursen, u. a. über die Gründe der Entstehung von Erdbeben und der Nil-Schwelle. Er gibt eine rein physikalische Erklärung des Untergangs von Bura und Helike, während Ephoros eine mythologische Begründung dafür liefert. Unter der Einwirkung der ionischen Historiographie verfasste Kallisthenes auch viele Exkurse über die ältere griechische Geschichte des 8. bis 5. Jahrhunderts v. Chr. So fügte er als vielleicht erster Historiker – wohl kurz vor Ephoros – einen längeren Abschnitt über die frühen Messenischen Kriege ein. Dabei verwertete er die erst im frühen 4. Jahrhundert v. Chr. bekannt gewordenen Elegien des Tyrtaios als historische Quelle. Veranlasst war die rückgreifende Erörterung der älteren messenischen Geschichte durch die Neugründung der Stadt 370/369 v. Chr. und die damit zusammenhängende Frage nach der Kriegsschuld am Ersten Messenischen Krieg. Ferner schob Kallisthenes in seine Hellenika einen ausführlichen Bericht über den von Kimon in der Schlacht am Eurymedon um 465 v. Chr. erfochtenen Sieg über die Perser ein. Auf seiner Darstellung beruht die erhaltene Schilderung Plutarchs über dieses Ereignis. Gelegentlich der Erwähnung einer eroberten Stadt dürfte Kallisthenes deren jeweilige Vorgeschichte ähnlich wie Herodot in einem kurzen Exkurs erläutert haben, so jene von Sardes und Milet. Im zweiten Buch der Hellenika legte er eine gründliche Diskussion über das Tagesdatum von Trojas Fall ein. Auch Probleme der Geographie Homers wurden von Kallisthenes behandelt; so beschäftigte er sich u. a. mit dem in frühgriechischer Zeit vorkommenden Stamm der Leleger. Namen leitete er gern aus mythologischen und historischen Fakten ab.
Wahrscheinlich verfasste Kallisthenes die Hellenika etwa von 343–336 v. Chr. in Makedonien am Hof König Philipps II. Bei ihnen handelte es sich ebenso wie bei seiner Alexandergeschichte um promakedonische Publizistik. Der panhellenisch eingestellte Autor sah vermutlich in Philipp II. den einzigen Herrscher, der die zerstrittenen griechischen Stadtstaaten unter seiner Vorherrschaft einen und zum gemeinsamen Kampf gegen ihren übermächtigen Feind, die Perser, führen konnte. Er wählte wohl bewusst als Anfangspunkt des Werks den Frieden des Antalkidas, der insofern den Tiefpunkt der griechischen Macht darstellte, als der persische Großkönig Artaxerxes II. als Oberherr der kleinasiatischen Griechen und Schiedsrichter bei Streitigkeiten im eigentlichen Hellas anerkannt wurde. Dadurch war der Verfall der griechischen Macht seit ihrem Höhepunkt während der rund 100 Jahre zuvor errungenen Siege der Griechen in den Perserkriegen deutlich sichtbar. In den folgenden Büchern konnte Kallisthenes zeigen, dass infolge der ständigen Kämpfe der griechischen Stadtstaaten gegeneinander nach dem Zusammenbruch der spartanischen Hegemonie in Hellas auch die darauffolgenden böotische Vorherrschaft bald endete und danach keiner der führenden Stadtstaaten mehr zur Erringung der Vormachtstellung in der Lage war. Mit der abschließenden Schilderung des Anfangs des zunehmenden Aufstiegs Philipps II. präsentierte er diesen wohl als einzig möglichen Retter aus der verfahrenen Situation; nur der Makedonenkönig könne die Griechen unter seiner Leitung einen und so zum Krieg gegen die Perser vorbereiten. Neben seinem Eintreten für Makedonien zeigte Kallisthenes auch eine antispartanische und pro-thebanische Tendenz. Letztere könnte damit zusammenhängen, dass Theben die Vormacht Spartas brach und Kallisthenes zur Erstellung des historischen Stoffs die gerade während der kurzen Vorherrschaft Thebens in Hochblüte stehende böotische Geschichtsschreibung als wichtige Quelle verwendete.

### Geschichte des Alexanderzugs
In den Taten Alexanders, von denen keine Bücherzahl überliefert ist, wurde Alexander von Kallisthenes in geradezu panegyrischer Weise verherrlicht, was sich unter anderem in folgenden Darstellungen zeigte:
- Alexander stamme von Herakles und Achilleus ab. Diesen Mythos hat Alexander schon vor dem Asienfeldzug angenommen, vielleicht sogar selbst geglaubt.
- Alexander sei ein großer Verfechter des panhellenischen Gedankens.
- In Lykien soll das Meer vor Alexander zur Seite gewichen sein.
- Das Orakel des Zeus Ammon in der ägyptischen Oase Siwa habe Alexander zum Sohn des Zeus Amun erklärt, dadurch wurde Alexander auf die Ebene der Götter gehoben.

Die Taten Alexanders sind wohl als das Hauptwerk des Kallisthenes anzusehen, welches offensichtlich der Propaganda zugunsten Alexanders gedient hat. Das Werk, das in Abschnitten publiziert wurde und bis etwa 331 v. Chr. reichte, zielte vor allem auf das griechische Publikum ab, dem das Bild eines heldenhaften, fast gottgleichen Heerführers vermittelt werden sollte, der gegen die Perser kämpfte. Dabei betonte er den panhellenischen Charakter des Feldzugs. Das Werk war auch mit zahlreichen Exkursen angereichert. Es enthielt zahlreiche wichtige Informationen, die freilich aus der Hofperspektive verfasst worden sind. Das Werk wurde offenbar von verschiedenen nachfolgenden Alexanderhistorikern benutzt und hatte einen großen Einfluss auf das Alexanderbild der nachfolgenden Generationen und Geschichtsschreiber.
Von den Taten Alexanders, wie auch von den anderen Werken des Kallisthenes, sind nur noch wenige Fragmenten erhalten.

## Pseudo-Kallisthenes
Von Kallisthenes von Olynth zu unterscheiden ist ein in der Forschung als Pseudo-Kallisthenes bezeichneter Autor des 3. Jahrhunderts, der in seinem Werk sagenhafte Stoffe verarbeitete (siehe Alexanderroman). Lange Zeit galt Kallisthenes auch als Verfasser eines solchen Werks, wahrscheinlich diente sein Geschichtswerk aber mit als Grundlage.

## Textausgaben
- Felix Jacoby: Die Fragmente der griechischen Historiker (FGrHist). Nr. 124.